# Église Saint-Denys de Saizy
L’église Saint-Denys de Saizy est un édifice religieux catholique du XIIIe siècle, en Bourgogne-Franche-Comté, dans la Nièvre.
L'église fait l’objet d’une inscription au titre des monuments historiques depuis le 10 juin 1926.

## Historique
La construction du vaisseau principal de la nef, du chœur et de la chapelle droite, et du portail, remonte au XIIIe siècle. Le bas-côté et le clocher sont de la fin du XVe siècle.
En 1809, Philippe Bela, entrepreneur, refait les contreforts et la partie supérieure des murs gouttereaux. En 1833, le clocher menaçant de s'effondrer, il est restauré et son contrefort Sud est repris par Louis Darennes de Tannay. Puis en 1846, le beffroi est reconstruit d'après un devis de l'architecte Mathieu, par Edme Gathier, entrepreneur de Vignes-le-Haut. En 1856 la rosace est refaite et en 1868, la sacristie est ajoutée, d'après une étude de l'architecte Grandpierre de Clamecy. Propriété de la commune.

## Description
C'est un édifice de plan rectangulaire allongé, composé d'une nef à un vaisseau principal et un bas-côté droit, d'un chœur à une travée et chevet plat flanqué, à droite d'une chapelle à deux travées. Tour-clocher sur la première travée du bas-côté.
Vestiges de peinture murale sous les badigeons. Flèche en ardoise à l'étage deux vaisseaux, le gros œuvre est en pierre de taille, calcaire et moellon avec enduit partiel. La couverture ; toit à long pans; toit à deux pans; flèche carrée; toit polygonal, recouvert en tuile plate et ardoise. Couvrement à voûte d'ogives. Escaliers hors œuvre, escalier à vis en maçonnerie.
Décor; sculpture et peinture, représentation de l'agneau mystique croix, support: tympan, clefs de voûte; sujet: feuillage, crochet support.

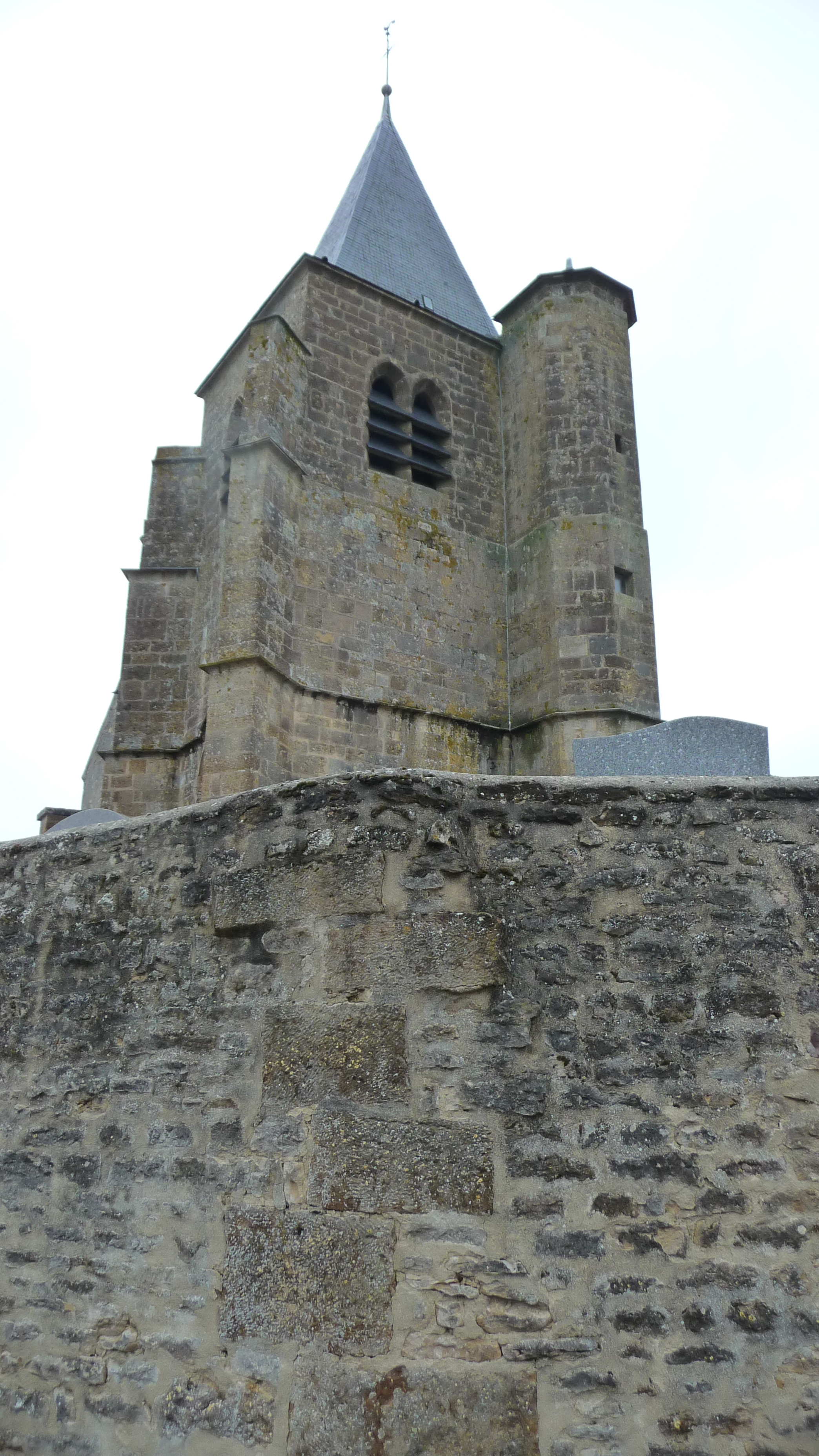

La cloche en bronze fondu avec décor dans la masse  du Christ en croix, Vierge à l'Enfant, figure d'évêque et angelot, frise palmette, guirlande, chute végétale, entrelacs. Elle porte l'inscription: 

« MOLOT ET NAVEL M'ONT FAIT; JE CONVOQUE LES FIDELES AU TEMPLE DU SEIGNEUR ET BENITE PAR MR G.L. ALEXANDRE DES T DE LA PAR SE DE SAIZY EN 1839/JAI EU POUR PARRAIN MR MAU CE LOUVAIN ET POUR MARRAINE D.ME. MARIE MADELEINE JULIE LOUVAIN. »

## Verrières
Huit verrières sont recensées à l’inventaire général du patrimoine de Bourgogne

## Sculptures, peintures
Recensement de treize statues ; groupe sculpté
- Statue de la Vierge à l'Enfant, calcaire taillé avec des traces de polychromie; traces de gradines au revers; Dim; H: 79,5 cm X la: 24,5 cm Xpr: 19,5 cm, Vierge couronnée, tête de la Vierge refixée; tête de l'enfant refaite, manque le bras droit de la Vierge, une partie des bras de l'enfant et de la base, nombreux éclats et épaufrures, auteur inconnu, datée du quatrième quart du XVIe siècle. La tête de l'enfant fut refaite en 1992 par M. Braun sculpteur de la région.
- Statue de Saint-Jean-Baptiste; statue en calcaire monolithe, taillé et peint; revers plat, revers sculpté polychromie refaite; Dim; H : 100 cm X l : 36,5 cm X pr: 26 cm. Saint Jean-Baptiste désigne l'agneau qu'il porte sur un livre, repeint, index droit recollé, croix de l'agneau cassée, nom du saint peu visible sur la base, auteur inconnu datée du XVIe siècle. Inscrit au titre des monuments historiques le 12 juin 1975.
- Statue de Saint-Denis: statue céphalophore en pierre de 1591, Dim; H:90 cm X la: 32,5 cm Xpr:37 cm. inscription date gravée 1591. La statue est classée au titre objet des monuments historiques le 15 janvier 1970[3]
- Christ en croix; bois taillé et peint (gris, rouge, vert, brun) revers sculpté. Corps et perizonium gris, sang rouge, cheveux bruns, couronne verte ancienne peinture polychrome, sur préparation plâtre; nœud du perizonium et bras rapportés, épines de la couronne en fer; Dim; H: 139 cm X la:114 cm X Pr: 26 cm; Dimensions du Christ: H: 180 cm X la:130 cm; manque l'extrémité des doigts droits et le suppedaneum, importante vermoulure sur le nœud, trous de vers sur les pieds; auteur inconnu, datée du XVIe siècle - XVIIe siècle.
- Croix, en bois taillé peint et doré revers sculpté aplati au niveau du bassin, peinture sur préparation de plâtre, bras rapportés, pieds cassés; Dim; H: 26 cm X la: 23,5 cm X pr: 4,5 cm Auteur inconnu, date XVIIe siècle.
- Christ en croix; bois taillé , (peint rouge, vert, brun, gris) Corps et perizonium en gris, sang en rouge, cheveux bruns, couronne verte, ancienne peinture polychrome, bras rapportés, épines de la couronne en fer. Dim; H: 139 cm X La:114 cm X pr:26 cm Dimensions du Christ; dimensions de la croix: H: 180 X la: 130. Manque l'extrémité des doigts droits et le suppedaneum, vermoulure importante sur le nœud, trous de vers sur les pieds; auteur inconnu limite XVIe siècle - XVIIe siècle  Inscrit MH (1975) le 12 juin.
- Maître-autel; calcaire taillé décor en demi-relief sur le devant, porte du tabernacle en métal doré ; Dim ; H:102 cm X la:230 cm X pr:100 cm ; son tabernacle: H: 73 cm X la: 49 cm X pr:44. Figure sur le maître-autel, Christ bénissant sur le Tabernacle; symboles des litanies de la Vierge (étoile du matin, tour de David, rose mystique, porte du ciel, miroir de justice) Le maître autel fut sculpté par Guilliaumet de Nevers et offert par le Baron Dupin en 1862.
- Autel de la Chapelle; Dim; H: 98,5 cm X la: 200 cm X pr:100 cm; tabernacle: H: 72 cm X la: 40 cm X pr: 40 cm, iconographie Christ bénissant, Éducation de la Vierge, Sainte Catherine, Saint Charles Borromée, signature sur la face droite de l'autel: LIANDRAT sculpteur à Nevers.
- tableau; HST, XVIIe siècle (Dim; H: 91 cm X L:115 cm) ; l'Adoration des Mages, classé au titre objet des monuments historiques le 17 juillet 1976[4]. Œuvre restaurée anciennement rentoilage, accrocs recollés trous de vers dans châssis, inscription peinte sur la plinthe (Tintoret) ; chiffre 19 au pochoir au revers de la toile de rentoilage, auteur inconnu, copie.
- Peinture monumentale à la chaux; personnage très lacunaire;semis de fleurette à cinq pétales en partie, sous badigeon pour les voûtes, fragment  Inscrit MH (1926).

## Sépultures
- deux dalles funéraires

## Objets liturgiques
- boîte à hosties
- 2 croix de procession;
- navette à encens;
- seau à eau bénite;
- chandeliers (11);
- Chasuble,
- deux vases d'autel.
- Ostensoir: en argent doré et repoussé, fondu; Agneau en argent fondu rapporté sur le pied; Dim; H: 58 cm X la: 29 cm X pr:13 cm; Poinçon de Grosse garantie 1819-1838 sur le pied et les rayons, garantie gros ouvrages de Paris, poinçon de titre et de fabricant sur les rayons. Jacques-Alexandre Basnier, orfèvre à Paris début XIXe siècle.
- Ciboire, en argent doré, repoussé, émail cloisonné; Dim; H: 29 cm X d: 13,5 cm, représentation des Évangélistes en buste, sur les médaillons du couvercle; Le Trétramorphe sur ceux du pied; garantie gros ouvrage 1er titre de Paris, poinçon du fabricant; inscription gravée sous le pied: VOUS ETES LE CHRIST LE FILS DE DIEU VIVANT OFFERT A NOTRE SEIGNEUR PAR B DE C.; orfèvre Placide Poussielgue-Rusand à Paris, qui l'a fabriqué entre 1847 et 1891. propriété communale.
- Calice et Patène, en argent doré, repoussé, ciselé, ajouré, émail cloisonné, pâte de verre (rouge, violette): moulé. Fausse coupe repercée; émaux sur pied; cabochons en pâte de verre sur le nœud de la tige. Dim calice: H:23,5 cm X d: 15 cm; Patène: D: 13,5 cm; Symbole christique, agneau; les instruments de la Passion, ornementation géométrique et végétal. Agneau mystique sur la patène. Garantie gros ouvrage 1er titre de Paris, poinçon du fabricant: les frères Demarquet, orfèvre à Paris entre 1868 et 1890. Propriété de la commune.
- Croix d'autel, en bronze fondu, décor en relief dans la masse, décor rapporté en bronze, pied en tôlr repoussée. Christ en croix, Vierge, et St Pierre, rapportés sur les trois faces. Dim; H: 95 cm X la: 34,5 cm X pr:21 cm, auteur inconnu, daté du XIXe siècle. A rapprocher des 6 chandeliers inscrits aux monuments historiques et conservés dans l'église d'Asnois dans le même canton.

## Mobilier
- Banc d'église
- deux bancs d'œuvre
- Meuble de sacristie
- Bénitier en calcaire taillé et faïence peinte en bleu; composé de deux éléments en calcaire; doublure en faïence à décor bleu, cuvette ovale dans un cadre rectangulaire. Dim du bénitier; H: 95,5 cm X la: 32,5 cm ; faïence; H: 8 cm X la: 36,5 cm X pr: 31,5 cm. Ornementation: Immaculée Conception décor fleur de lys, rinceau, date gravée, marque de l'auteur, Antoine Montagnon faïencier, initiales AM sous un nœud vert et chiffre 14 sur la cuvette. 1838 date sur le bénitier. Propriété communale.
- Bénitier d'applique, en faïence peint, polychrome. Couverture blanche sur terre rouge; bénitier en forme de croix. Dim; H:31 cm X la: 16 cm X pr: 6,5 cm. Symbole christique cœur, croix, flamme, couronne d'épines fleur de lys et Immaculée Conception. Marque de l'auteur peinte AM au-dessus d'un nœud de ruban vert et du chiffre 11, faïencier Antoine Montagnon, fabriqué entre 1875 et 1889. Propriété communale.
- Fonts baptismaux; deux cuvettes des fonts baptismaux en calcaire taillé, décor en relief dans la masse; couvercle en noyer; cuve à deux compartiments doublés de deux cuvettes en faïence semi-ovales, à décor bleu. Dim des fonts; H: 101 cm X la: 73 cm X pr:53 cm; Dim des cuvettes; H: 14 cm X la: 38 cm X pr: 28 cm. Scènes: Baptême du Christ, martyre de St Denis peint sur les cuvettes en faïence, marque d'auteur peint: AM au-dessus d'un nœud de ruban et du chiffre 1: faïencier Antoine Montagnon, à Nevers au XIXe siècle. Les cuvettes furent réalisées entre 1875 et 1889.
- Confessionnal; en chêne taillé décor dans la masse, décor rapporté; assemblages à tenon et mortaises chevillés, les pilastres sont rapportés et cloués; Dim; H: 250 cm X la: 205 cm X pr: 85 cm; symbole christique I. H. S., losange, pilastre, dfébut XIXe siècle
- Chaire à prêcher, en chêne taillé, décor en plâtre, moulé peint faux bois, décor en ronde bosse de plan polygonal. Cuve et abat-voix de plan polygonal, support en forme de colonne hexagonale; Dim; H: 600 cm X :La: 320 cm, largeur de la cuve:117 cm. l'ornementation représente les Évangélistes accompagnés de leurs symboles sur les panneaux de la cuve. Inscription sur le tailloir de la colonne: DON DE M. L'ABBE BONNOT.; deuxième moitié du XIXe siècle, propriété communale.